# Стендап (жанр)
Стенда́п-коме́дия (стенда́п) (англ. stand-up comedy) — комедийный жанр, в котором комик выступает перед живой аудиторией, обычно говоря напрямую со зрителями. Часто для стендапа организуются специальные комедийные клубы (англ. comedy club). Выступающего называют стенда́п-ко́миком, ко́миком или стенда́пером.

## Содержание
Материал стендап-комиков, как правило, состоит из историй и шуток. Некоторые комики используют музыкальные инструменты (музыкальная комедия), чревовещание, фокусы и прочее. Стендап-комедия проводится в комедийных клубах, барах, пабах, клубах, театрах, в ДК и других местах, предназначенных для выступления перед зрителями.
Помимо живых выступлений, стендап распространяется коммерчески через CD, DVD, ТВ и интернет. В середине 2010-х годов одной из главных площадок для англоязычной стендап-комедии стали стриминговые сервисы. Распространение стендапа через физические носители практически сходит на нет.

## История

### Греческие корни
Ораторское искусство с вкраплениями комедии берёт своё начало от греческой паррезии (400 гг. до н. э.). Ораторское искусство использовали последователи кинизма и эпикуреизма для того, чтобы рассказывать о реальности без цензуры.

### Европейские варьете
Увеселительные заведения, в которых стали показывать «малые» формы развлечения, появились в Европе в начале XVIII века. В 1720 году в Париже был открыт театр «Варьете», где показывались разные музыкальные сценки и фарсы. Название «варьете» стало нарицательным, и эта форма развлечения с некоторыми изменениями вскоре распространилась по всей Европе и США: в Англии варьете показывали в мюзик-холле, во Франции — в кафе-шантанах, в США — в водевиле и бурлеске. Комедия была одним из видов развлечения при варьете: помимо комиков там выступали певцы, танцоры и другие артисты.

### Великобритания
В Великобритании в XVIII—XIX веках «малую» форму комедии показывали в варьете при мюзик-холле. Выступления комиков подвергались предварительной цензуре канцелярией лорда великого камергера Англии, однако Закон о театрах 1968 года полностью упразднил театральную цензуру. В послевоенный период мюзик-холлы приходят в упадок на фоне развития телевидения и радио. К 1970-м годам мюзик-холлы фактически перестали существовать.
Новым местом для комедии стали клубы для рабочих, где помимо комиков выступали певцы и другие артисты. Самые популярные комики из клубов вскоре вышли на ТВ с варьете-шоу, которые снимали в самих клубах. С 70-х гг. в Великобритании начинает преобладать американский стиль стендапа: в 1979 году в Лондоне был открыт комедийный клуб Comedy Store, названный в честь американского клуба, и всё большее число комиков попадает под влияние американских стендап-комиков.

### США

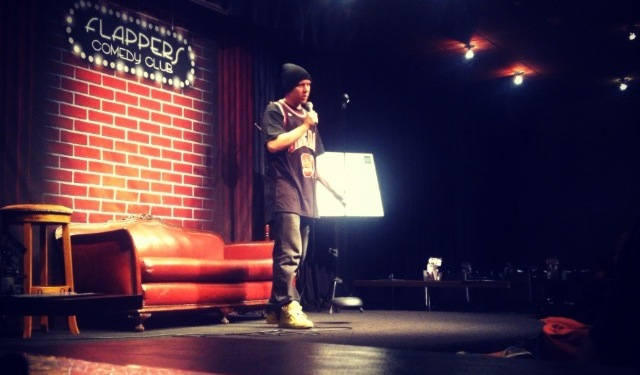
Выступление комика Донована Стрейна в Бёрбанке, США

Варьете в США показывали в водевиле. Многие называют Марка Твена стендап-комиком, хотя во времена Твена стендапа не существовало как такового, и была только водевильная комедия. Твен был «предвестником» стендапа: его публичные выступления были похожи на выступления современных стендап-комиков, хотя профессиональные комики из водевиля считали стиль выступления Твена маргинальным.
К 30-м гг. XX века, на фоне популярности кинематографа, ТВ и радио, водевиль стал фактически мёртв. Заведения либо закрывались, либо превращались в кинотеатры. Бывшие артисты водевиля уходили в кино, на ТВ и радио, или прекращали творчество. Комики из водевиля появляются в ночных клубах, которые контролировались мафией, и к 40-м гг. появляется термин «стендап-комедия». Приставка «stand-up» у мафии означала, что это нечто «проверенное», «верное» или «надёжное»: «stand-up fighter» — «верный боец», «stand-up guy» — «надёжный человек» и «stand-up comic» — «надёжный комик», который работает в клубе и не говорит ничего лишнего. Впоследствии название потеряло свой изначальный смысл и стало означать просто комика на сцене. Малая форма комедии начинает выделяться в отдельное искусство и появляется отдельная комедийная сцена под названием «стендап», которая к 50-м гг., после начала правительственной борьбы с организованной преступностью, окончательно выходит из под контроля мафии и становится независимой.
В послевоенное время[уточнить] произошёл «взрыв» стендап-комедии. По всей Америке строились новые комедийные клубы. К 1970 году стендап-комедия в США стала основной формой юмористического выступления на сцене.
У истоков американского стендапа стоят такие люди, как Ленни Брюс, Ричард Прайор, Джордж Карлин, Билл Косби, Вуди Аллен. Являясь «первопроходцами» современного стендапа, они испытали немало трудностей, связанных с правом выступать с определённым материалом. В частности, Ленни Брюс неоднократно подвергался арестам за непристойность своих выступлений. Джордж Карлин с его комедийным номером «Семь ругательств» попал под судебное разбирательство в Верховном суде США. Впоследствии их влияние развило стендап, и появилось новое поколение стендап-комиков: Эдди Мёрфи, Робин Уильямс, Родни Денджерфилд, Вупи Голдберг и другие.
Восьмидесятые стали десятилетием первого «бума» стендап-комедии. Появились первые национальные супер-звёзды, вышедшие из стендапа — Эдди Мёрфи, Джерри Сайнфилд, Розанна Барр, Билл Косби и другие. Стендап-комедия была везде: на каждом канале было своё стендап-шоу, появлялись новые комедийные клубы и в стендап приходило огромное число новых комиков.
В девяностых пузырь американского стендапа лопнул. С переизбытком комедийных клубов в стране, каждому клубу становилось всё сложнее вести бизнес, так как большому числу клубов требовалось ещё большее число комиков. В связи с этим качество комедии стало неизбежно падать, что привело к падению популярности клубов и выходу из бизнеса некоторых заведений.

### Россия
Выступления эстрадных комиков, таких как Аркадий Райкин, Михаил Жванецкий, Геннадий Хазанов, Евгений Петросян, Ян Арлазоров, Михаил Задорнов и других, в России пользовались популярностью ещё с советских времён; как и западные стендаперы, эти артисты выступали со сцены перед живой аудиторией, обращаясь к ней. Термин «стендап» в то время был неизвестен и не использовался в их отношении, но со временем начал использоваться задним числом.
Интерес к стендапу в западном стиле формировался на фоне распространения записей и переводов выступлений западных комиков. Передача  «Центральный микрофон» на канале СТС, вышедшая в конце 2012 года,  стала первой на российском ТВ, позиционирующейся именно как «стендап-шоу». В 2013 году на телеканале ТНТ было запущено шоу «Stand Up». В 2014 году на СТС стартовал проект «Ленинградский Stand-Up клуб».